# عبود البيشي
عبود البيشي مواليد 24 أبريل 1986 في، السعودية، هو لاعب كرة قدم سعودي.
لعب سابقاً لأندية الحمادة وعرعر و الرياض والمجزل و الدرعية و الوشم.

## روابط خارجية
- عبود البيشي على موقع Soccerway.com (الإنجليزية)